# Dragoneutes obscurus
Dragoneutes obscurus là một loài bọ cánh cứng trong họ Cerambycidae.